# Margaret Raine Hunt
Margaret Raine, de casada Margaret Raine Hunt, (Durham, 1831-1912) fue una novelista británica y traductora de los cuentos de los hermanos Grimm.

## Biografía
Margaret Raine nació en Durham, Inglaterra, en 1831. Era hija de James Raine y hermana de James Raine el menor, también escribió bajo el seudónimo de Averil Beaumont. Su marido era el artista Alfred William Hunt. Su hija mayor fue la novelista Violet Hunt;  su hija menor, Venetia, se casó con el diseñador William Arthur Smith Benson (1854-1924).
En la década de 1880, la familia desarrolló amistad con Oscar Wilde a través de sus conexiones literarias. En 1886, vivía en Londres. Además de escribir sus novelas, tradujo una edición definitiva de Los cuentos de hadas de Grimm.
La tumba de Hunt y las de su esposo e hija se encuentran en la parcela 56 en el cementerio de Brookwood.

## Obra

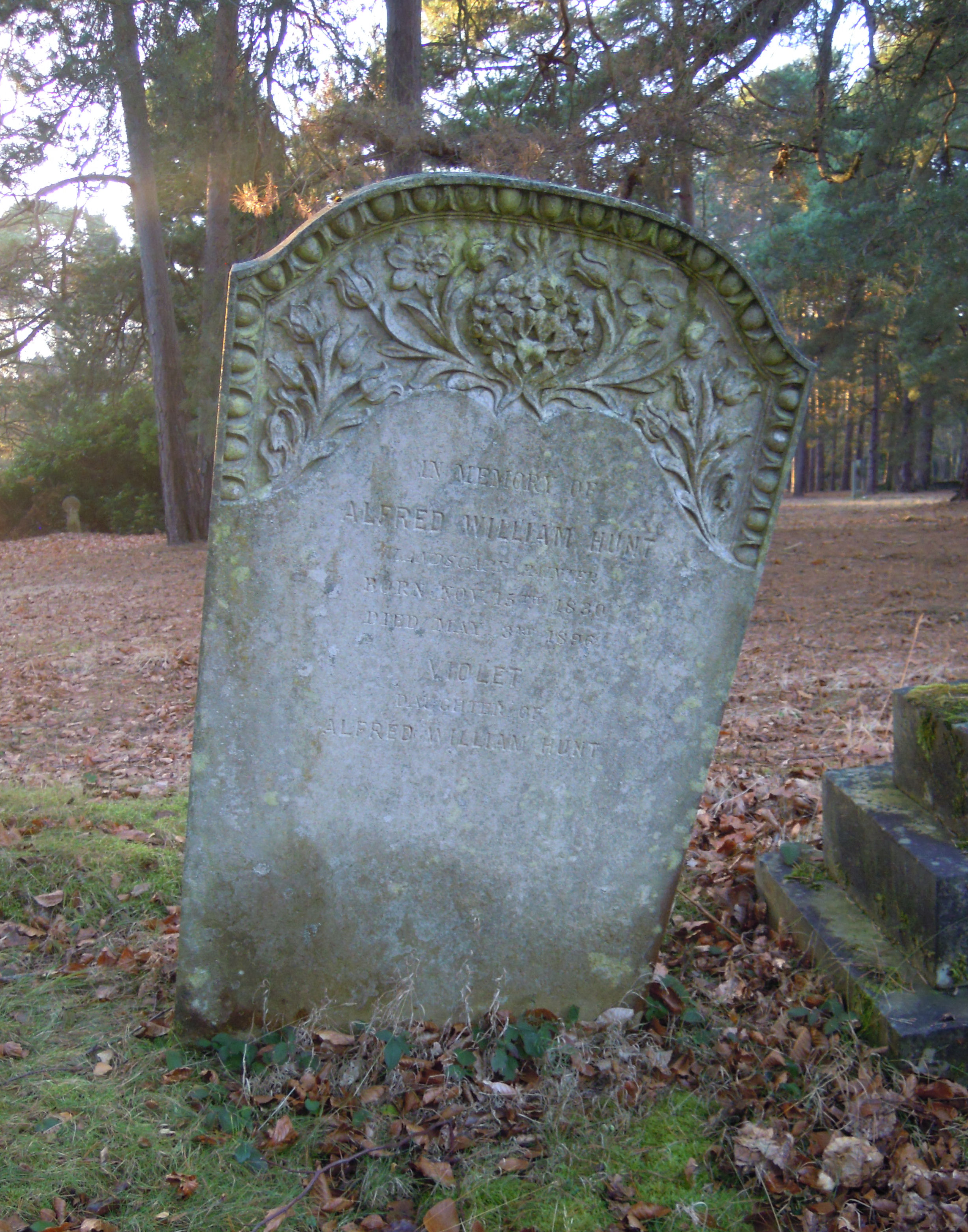
La tumba de Hunt en el cementerio de Brookwood

Señalamos a continuación una selección de novelas escritas por Hunt:
- Under Seal of Confession (1874) (as Averil Beaumont)
- The Leaden Casket (1880)
- Thornicroft's Model (1881) (as Averil Beaumont)
- The Governess (1912) con Violet Hunt, prefacio de Ford Madox Brown.

En 1884 produjo los dos volúmenes de Grimm's Household Tales ( Bell & Sons, Covent Garden), con una introducción de Andrew Lang.